# Římskokatolická farnost Nové Hrady u Skutče
Římskokatolická farnost Nové Hrady u Skutče je územním společenstvím římských katolíků v rámci chrudimského vikariátu královéhradecké diecéze.

## O farnosti

### Historie
Kostel sv. Jakuba v Nových Hradech je poprvé písemně doložena v roce 1349 jako součást litomyšlské diecéze. Farnost zanikla za husitských válek a obnovena byla až v roce 1638. V roce 1754 byla oddělena část území farního obvodu, a z něj vytvořena nová farnost v Proseči.

### Současnost
Farnost je administrována ex currendo z Proseče u Skutče.
| Kostel                      | Místo                       | Bohoslužba             | Bohoslužba             | Poznámka        |
| --------------------------- | --------------------------- | ---------------------- | ---------------------- | --------------- |
| Kaple                       | Libecina                    | neslouží se pravidelně | neslouží se pravidelně | obecní kaple    |
| Kostel sv. Prokopa          | Chotovice                   | 1. sobota v měsíci     | 16.30                  | filiální kostel |
| Kaple                       | Nová Ves u Jarošova         | neslouží se pravidelně | neslouží se pravidelně | obecní kaple    |
| Kostel sv. Jakuba Staršího  | Nové Hrady u Skutče         | neděle                 | 9.30                   | farní kostel    |
| Kaple                       | Nové Hrady u Skutče - zámek | neslouží se pravidelně | neslouží se pravidelně | zámecká kaple   |
| Kaple                       | Podhořany                   | neslouží se pravidelně | neslouží se pravidelně | obecní kaple    |
| Kaple Panny Marie Karmelské | Příluka                     | neslouží se pravidelně | neslouží se pravidelně | obecní kaple    |
| Kaple sv. Anny              | Suchá Lhota                 | neslouží se pravidelně | neslouží se pravidelně | obecní kaple    |